# 世昌
世昌（1806年—1860年），字延五，号竹君，郭絡羅氏，内务府满洲镶黄旗人。道光甲辰举人，乙巳进士。后官浙江淳安县知县、武义县知县。

## 家庭
- 曾祖永興，内务府笔帖式
- 祖富僧，仓掌
- 父鍾文
- 妻刘氏[1]